# Enicospilus atoponeurus
Enicospilus atoponeurus är en stekelart som beskrevs av Joseph Augustine Cushman 1947. Enicospilus atoponeurus ingår i släktet Enicospilus och familjen brokparasitsteklar. Inga underarter finns listade i Catalogue of Life.